# Siergiej Borisow
Siergiej Wasiljewicz Borisow (ros. Сергей Васильевич Борисов, ur. 17 września 1887 w guberni włodzimierskiej, zm. 1968) – radziecki działacz partyjny.

## Życiorys
W 1908 wstąpił do SDPRR, został aresztowany i w kwietniu 1911 skazany na zesłanie, skąd w październiku 1913 został zwolniony. Od marca do grudnia 1917 był zastępcą przewodniczącego rady, od grudnia 1917 do października 1918 kierownikiem wydziału Komitetu Wykonawczego Permskiej Rady Gubernialnej, od października 1918 do września 1919 pełnomocnikiem ds. kontroli NKWD i Ludowego Komisariatu Inspekcji Robotniczo-Chłopskiej RFSRR, a od września 1919 do kwietnia 1920 ponownie kierownikiem wydziału Komitetu Wykonawczego Permskiej Rady Gubernialnej. Od kwietnia 1920 do sierpnia 1921 kierował Wydziałem Organizacyjnym Permskiego Gubernialnego Komitetu RKP(b), od sierpnia do grudnia 1921 był przewodniczącym Komisji ds. Czystki Partii, od grudnia 1921 do kwietnia 1922 kierownikiem gubernialnego oddziału oświaty politycznej w Briańsku, a od kwietnia 1922 do marca 1924 sekretarzem odpowiedzialnym Komitetu Powiatowego RKP(b). Od marca 1924 do listopada 1925 był słuchaczem kursów marksizmu-leninizmu przy KC RKP(b), od listopada 1925 do czerwca 1928 sekretarzem odpowiedzialnym Orłowskiego Gubernialnego Komitetu RKP(b)/WKP(b), od maja 1928 do czerwca 1929 sekretarzem odpowiedzialnym Smoleńskiego Gubernialnego Komitetu WKP(b), a 1929-1930 przewodniczącym KC Związku Wodniaków. Od kwietnia 1932 do stycznia 1934 był przewodniczącym Niżnonowogrodzkiej/Gorkowskiej Krajowej Komisji Kontrolnej WKP(b), od kwietnia 1934 do kwietnia 1935 partyjnym organizatorem KC WKP(b) fabryki, a od kwietnia 1935 do lutego 1937 I sekretarzem rejonowego komitetu WKP(b) w obwodzie swierdłowskim.